# Dardilly
Dardilly je francouzská obec v departmentu Rhône v regionu Auvergne-Rhône-Alpes.

## Geografie
Sousední obce: Champagne-au-Mont-d'Or, Charbonnières-les-Bains, Dommartin, Écully, Limonest, Lissieu a La Tour-de-Salvagny.

## Památky
Dardilly měly i svůj farní kostel. Jednu dobu byl ale zavřen.

## Vývoj počtu obyvatel
Počet obyvatel

## Osobnosti obce
Narodil se tu Jan Maria Vianney. Prožil tu své mládí.

## Partnerská města
- Merzhausen
- Chorleywood